# العلاقات البريطانية الغانية
العلاقات البريطانية الغانية هي العلاقات الثنائية التي تجمع بين المملكة المتحدة وغانا.

## مقارنة بين البلدين
هذه مقارنة عامة ومرجعية للدولتين:
| وجه المقارنة                                              | المملكة المتحدة                 | غانا         |
| --------------------------------------------------------- | ------------------------------- | ------------ |
| المساحة (كم2)                                             | 242.50 ألف                      | 238.53 ألف   |
| عدد السكان (نسمة)                                         | 66.02 مليون                     | 26.91 مليون  |
| الكثافة السكانية (ن./كم²)                                 | 272.25                          | 112.82       |
| العاصمة                                                   | لندن                            | أكرا         |
| اللغة الرسمية                                             | لغة إنجليزية، اللغة الويلزية    | لغة إنجليزية |
| العملة                                                    | جنيه إسترليني                   | سيدي غاني    |
| الناتج المحلي الإجمالي (بليون دولار)                      | 2.62 تريليون                    | 47.33 مليار  |
| الناتج المحلي الإجمالي (تعادل القوة الشرائية) بليون دولار | 2.72 تريليون                    | 115.41 مليار |
| الناتج المحلي الإجمالي الاسمي للفرد دولار أمريكي          | 43.88 ألف                       | 1.37 ألف     |
| الناتج المحلي الإجمالي للفرد دولار أمريكي                 | 40.23 ألف                       | 4.08 ألف     |
| مؤشر التنمية البشرية                                      | 0.907                           | 0.579        |
| رمز المكالمات الدولي                                      | +44                             | +233         |
| رمز الإنترنت                                              | .uk، .gb                        | .gh          |
| المنطقة الزمنية                                           | توقيت غرينيتش، توقيت غرب أوروبا | 00           |

## مدن متوأمة
في ما يلي قائمة باتفاقيات التوأمة بين مدن بريطانية وغانية:
- ترتبط بليموث مع سيكوندي تاكورادي باتفاقية توأمة منذ 1963.[17][17][18][18]
- ترتبط حي غرينتش الملكي مع تيما باتفاقية توأمة.

## منظمات دولية مشتركة
يشترك البلدان في عضوية مجموعة من المنظمات الدولية، منها:
| علم المنظمة | اسم المنظمة                               | تاريخ انضمام المملكة المتحدة | تاريخ انضمام غانا |
| ----------- | ----------------------------------------- | ---------------------------- | ----------------- |
|             | مؤسسة التنمية الدولية                     | 24 سبتمبر 1960               | 29 ديسمبر 1960    |
|             | يونسكو                                    | 4 نوفمبر 1946                | 11 أبريل 1958     |
|             | وكالة ضمان الاستثمار متعدد الأطراف        | 12 أبريل 1988                | 29 أبريل 1988     |
|             | الأمم المتحدة                             | 24 أكتوبر 1945               | 8 مارس 1957       |
|             | دول الكومنولث                             | 11 ديسمبر 1931               | ?                 |
|             | الفريق المعني برصد الأرض                  | ?                            | ?                 |
|             | الاتحاد البريدي العالمي                   | ?                            | ?                 |
|             | البنك الدولي للإنشاء والتعمير             | 27 ديسمبر 1945               | 20 سبتمبر 1957    |
|             | الاتحاد الدولي للاتصالات                  | 24 فبراير 1871               | 17 مايو 1957      |
|             | منظمة حظر الأسلحة الكيميائية              | ?                            | ?                 |
|             | مؤسسة التمويل الدولية                     | 20 يوليو 1956                | 3 أبريل 1958      |
|             | المركز الدولي لتسوية المنازعات الاستشارية | 18 يناير 1967                | 14 أكتوبر 1966    |
|             | منظمة التجارة العالمية                    | 1995                         | ?                 |
|             | منظمة الشرطة الجنائية الدولية             | ?                            | ?                 |
|             | البنك الإفريقي للتنمية                    | ?                            | ?                 |

## أعلام
هذه قائمة لبعض الشخصيات التي تربطها علاقات بالبلدين:
- بوبس منساه بونسو (لاعب كرة سلة بريطاني، 7 سبتمبر 1983 – )
- دانيال بواتينغ (لاعب كرة قدم إنجليزي، 2 سبتمبر 1992[25] – )
- عافوه هيرش (2 يونيو 1981 – )
- هيو كوارشي (22 ديسمبر 1954[26] – )

## وصلات خارجية
- موقع وزارة الخارجية البريطانية
- موقع وزارة الخارجية الغانية